# Susayqışlaq (Quba)
Susayqışlaq è un comune dell'Azerbaigian situato nel distretto di Quba. Conta una popolazione di 475 abitanti.